# ATP Challenger Donezk
Das ATP Challenger Donezk (offiziell: Alexander Kolyaskin Memorial) war ein Tennisturnier, das von 2002 bis 2008 jährlich in Donezk, Ukraine, stattfand. Es gehörte zur ATP Challenger Tour und wurde im Freien auf Hartplatz gespielt. Federico Browne und Igor Kunizyn gewannen mit je einem Titel in Einzel und Doppel als einzige Spieler das Turnier mehrfach.

## Liste der Sieger

### Einzel
| Jahr | Sieger            | Finalgegner         | Ergebnis        |
| ---- | ----------------- | ------------------- | --------------- |
| 2008 | Igor Kunizyn      | Serhij Bubka        | 6:3, 6:3        |
| 2007 | Roko Karanušić    | Dick Norman         | 6:4, 6:4        |
| 2006 | Ilija Bozoljac    | Tomáš Cakl          | 6:4, 3:6, 7:5   |
| 2005 | Łukasz Kubot      | Alexander Peya      | 6:4, 6:2        |
| 2004 | Marco Chiudinelli | Saša Tuksar         | 6:3, 6:2        |
| 2003 | Tomáš Cakl        | Orest Tereschtschuk | 5:7, 7:65, 7:60 |
| 2002 | Federico Browne   | Simon Greul         | 6:2, 6:1        |

### Doppel
| Jahr | Sieger                                 | Finalgegner                           | Ergebnis          |
| ---- | -------------------------------------- | ------------------------------------- | ----------------- |
| 2008 | Xavier Malisse Dick Norman             | Harel Levy Noam Okun                  | 4:6, 6:1, [13:11] |
| 2007 | Philipp Petzschner Simon Stadler       | Patrick Briaud Nicholas Monroe        | 3:6, 7:5, [10:6]  |
| 2006 | Alexander Nedowessow Oleksandr Jarmola | Oleksandr Aksjonow Wladyslaw Klymenko | 6:4, 6:2          |
| 2005 | Mychajlo Filima Orest Tereschtschuk    | Uros Vico Lovro Zovko                 | 6:2, 6:3          |
| 2004 | Igor Kunizyn Uros Vico                 | Marco Chiudinelli Lovro Zovko         | 3:6, 6:3, 6:4     |
| 2003 | Harsh Mankad Jason Marshall            | Serhij Stachowskyj Andrei Stoljarow   | 6:2, 6:4          |
| 2002 | Leonardo Azzaro Federico Browne        | Michail Jelgin Dmitri Wlassow         | 6:73, 7:64, 7:5   |